# Trillium recurvatum
Trillium recurvatum е вид растение от семейство Melanthiaceae. Видът е незастрашен от изчезване.

## Разпространение
Trillium recurvatum е разпространен в някои части на централна и източна САЩ, от Айова на юг до Тексас и на изток до Северна Каролина и Пенсилвания.